# Азерг
Азерг (фр. Azergues) — річка на сході Франції, притока Сони. Довжина річки — 61 км, площа водозбірного басейну — 820 км². Середня витрата — 7,5 м ³/с.

## Водний режим
Річка із зимовим паводком, з грудня по березень включно, максимум — у січні-лютому. Найнижчий рівень води у річці влітку, в період з липня по вересень включно.